# Morten Lange
Knud Morten Lange (24 de noviembre de 1919 - 10 de noviembre de 2003) fue un micólogo, y político danés que estudió la sistemática de setas. Profesor de la Universidad de Copenhague y miembro del Folketing (Parlamento de Dinamarca) por su partido socialista entre 1960 a 1976.

## Biografía
Era el hijo de Jakob Emanuel Lange (1864-1941) micólogo,
Fue profesor de botánica en la Universidad de Copenhague 1958-1989 y vicecanciller 1976–1979. Temprano en su carrera, se especializó en micología ártica, comenzando con su primera expedición a Groenlandia en 1946. Sus estudios de apareamiento e interesterilidad en basidiomycetes son hoy clásicos. Luego, su carrera de investigación activa sucumbió a la carga de muchos compromisos administrativos y políticos. Sin embargo, fue autor de una serie de populares libros de setas, traducidos a varios idiomas.
Políticamente, Lange fue el primer miembro del Partido Comunista de Dinamarca, pero durante la década de 1950 se puso en conflicto abierto con los directivos del partido, y así cofundó la Partido Popular Socialista en 1959.
Fue un defensor público de la energía nuclear como presidente del estatal  Consejo de Energía  (1976-1987).

## Algunas publicaciones
- morten Lange. 1993. Macromycetes Under Twelve Tree Species in Ten Plantations on Various Soil Types in Denmark. Opera botanica. Ed. Council for Nordic Publications in Botany, 53 p. ISBN 8788702758, ISBN 9788788702750

- ----------------, bodil Lange. 1982. Gode spisesvampe. Ed. Gads natur forum, 100 p. ISBN 8712980226, ISBN 9788712980223

- ----------------, frederick bayard Hora, jakob e. Lange. 1975. Collins guide to mushrooms & toadstools. 2ª ed. ilustrada de Collins, 257 p.

- ----------------. 1973. Systematisk Botanik: Svampe. Ed. Akademisk Forlag, 200 p.

- ----------------, maria Lisiewska. 1969. Danish Fleshy Fungi in July. Ed. H. Hagerups, 18 p.

- ----------------, frederick hora Bayard. 1965. Mushrooms and Toadstools. Ed. Collins, 257 p.

- ----------------, jakob e. Lange. 1964. Les Guides du naturaliste. Tradujo Aloys Dupperex, Lise Hansen. Ed. Delachaux & Niestlé, 243 p.

- jakob e. Lange, morten Lange, m. Moser. 1964. 600 Pilze in Farben. 242 p. 8 figs. 600 col fig. Alemania, Múnich; Suiza, Basilea; Austria, Viena; B.L.V. Verlagsges.

- morten Lange, f. bayard Hora. 1963. Morten Lange Illustretet svampeflora. Collins Guide to Mushrooms & Toadstools, con 96 placas color de Flora agaricina danica de Jakob E. Lange ... y adiciones de Ebbe Sunesen y P. Dahlstrøm (adaptada de illustretet svampeflora.) Tradujo Lise Hansen. Ed. Collins, 265 p.

- ----------------. 1960. Illustreret flora. Ed. Gads, 256 p.

- ----------------. 1956. Lange Danish Hypogeous Macromycetes. Dansk botanisk arkiv. Ed. Munksgaard, 84 p.

- ----------------. 1948. Macromycetes: Den Botaniske Ekspedition Til Vestgrønland 1946. The Gasteromycetes of Greenland 1, 144, 147 de Meddelelser om Grønland. Ed. Reitzel, 32 p.

- La abreviatura «M.Lange» se emplea para indicar a Morten Lange como autoridad en la descripción y clasificación científica de los vegetales.[4]